# Elizabeth Stephansen
Elizabeth Stephansen   (Bergen, 10 de març de 1872 - Espeland, 23 de febrer de 1961) va ser una matemàtica noruega, que va ser la primera dona de Noruega en obtenir un doctorat (en qualsevol especialitat). Cap altra dona noruega es va doctorar en matemàtiques fins al 1971.

## Vida i obra
Stephansen va nàixer i es va educar a Bergen, on el seu pare era propietari de l'empresa tèxtil Stephansen AS al barri d'Espeland. Després d'obtenir el diploma de l'escola catedralícia de Bergen, el 1891, va anar a Zúric per estudiar al Politècnic d'aquesta ciutat, en el qual es va graduar el 1896. En retornar a Bergen, va fer de professora de secundària, mentre treballava en la seva tesi doctoral sobre equacions diferencials parcials. El 1902 va sotmetre la seva tesi a la universitat de Zúric (el Politècnic no atorgava aquest grau encara) i li va ser concedit el grau de doctor en absència. El semestre d'hivern de 1902-03, va fer una ampliació d'estudis a la universitat de Göttingen amb els professors Hilbert, Klein i Zermelo.
El 1906 va ser nomenada professora del Landbrukshoiskole (Escola Superior d'Agricultura) de Noruega a la ciutat de Ås (una mica al sud d'Oslo), càrrec que va mantenir fins a la seva jubilació el 1937. En retirar-se va tornar a viure a Espeland.
Durant la Segona Guerra Mundial, el seu coneixement de l'alemany i el noruec li van permetre ajudar els presoners del camp de concentració nazi d'Espeland, amb risc de la seva pròpia vida. Per aquest motiu, la monarquia de Noruega li va concedir el 1945 la Medalla Reial del Mèrit.